# تپه لیزار
تپه لیزار مربوط به دوره اشکانیان است و در شهرستان دورود، بخش مرکزی، دهستان ژان، ۱/۹ کیلومتری جنوب شرق روستای دریژان علیا واقع شده و این اثر در تاریخ ۱۳ آبان ۱۳۸۶ با شمارهٔ ثبت ۱۹۸۲۴ به‌عنوان یکی از آثار ملی ایران به ثبت رسیده است. این تپه در حال حاضر در اراضی کشاورزی طایفه مروت لشنی زند از بازماندگان کریم خان زند می باشد. از افراد این طایفه رضا زندمنفرد از نویسندگان و شاعران معاصر می باشد.